# Rogotwórsk (gromada)
Rogotwórsk – dawna gromada, czyli najmniejsza jednostka podziału terytorialnego Polskiej Rzeczypospolitej Ludowej w latach 1954–1972.
Gromady, z gromadzkimi radami narodowymi (GRN) jako organami władzy najniższego stopnia na wsi, funkcjonowały od reformy reorganizującej administrację wiejską przeprowadzonej jesienią 1954 do momentu ich zniesienia z dniem 1 stycznia 1973, tym samym wypierając organizację gminną w latach 1954–1972.
Gromadę Rogotwórsk z siedzibą GRN w Rogotwórsku utworzono – jako jedną z 8759 gromad na obszarze Polski – w powiecie płockim w woj. warszawskim, na mocy uchwały nr VI/10/13/54 WRN w Warszawie z dnia 5 października 1954. W skład jednostki weszły obszary dotychczasowych gromad Dłużniewo Duże, Dłużniewo Małe, Małachowo, Nagórki Dobrskie, Rogotwórsk, Sokolniki, Warszewka, Wempiły i Wrogocin ze zniesionej gminy Drobin w tymże powiecie. Dla gromady ustalono 15 członków gromadzkiej rady narodowej.
31 grudnia 1959 z gromady Rogotwórsk wyłączono (a) wieś Wampiły, włączając ją do gromady Gralewo w powiecie płońskim w tymże województwie oraz (b) wsie Dłużniewo Duże, Dłużniewo Małe, Sokolniki i Małachowo, włączając je do gromady Góra w powiecie płockim, po czym gromadę Rogotwórsk zniesiono a jej (pozostały) obszar włączono do gromady Drobin w powiecie płockim.